# فرانكلين فلورنس
فرانكلين فلورنس (بالإنجليزية: Franklin Florence)‏ هو كاهن أمريكي، ولد في 9 أغسطس 1934 في ميامي في الولايات المتحدة.